# Малетинське сільське поселення
Мале́тинське сільське поселення (рос. Малетинское сельское поселение) — сільське поселення у складі Петровськ-Забайкальського району Забайкальського краю Росії.
Адміністративний центр — село Малета.

## Населення
Населення сільського поселення становить 2727 осіб (2019; 3099 у 2010, 3089 у 2002).

## Склад
До складу сільського поселення входять:
| Населений пункт      | Населення, осіб (2002) | Населення, осіб (2010) |
| -------------------- | ---------------------- | ---------------------- |
| Алентуй, село        | 121                    | 129                    |
| Малета, село         | 2839                   | 2863                   |
| Новонікольське, село | 13                     | 10                     |
| Сохотой, село        | 116                    | 97                     |